# Victoria Square (Belfast)

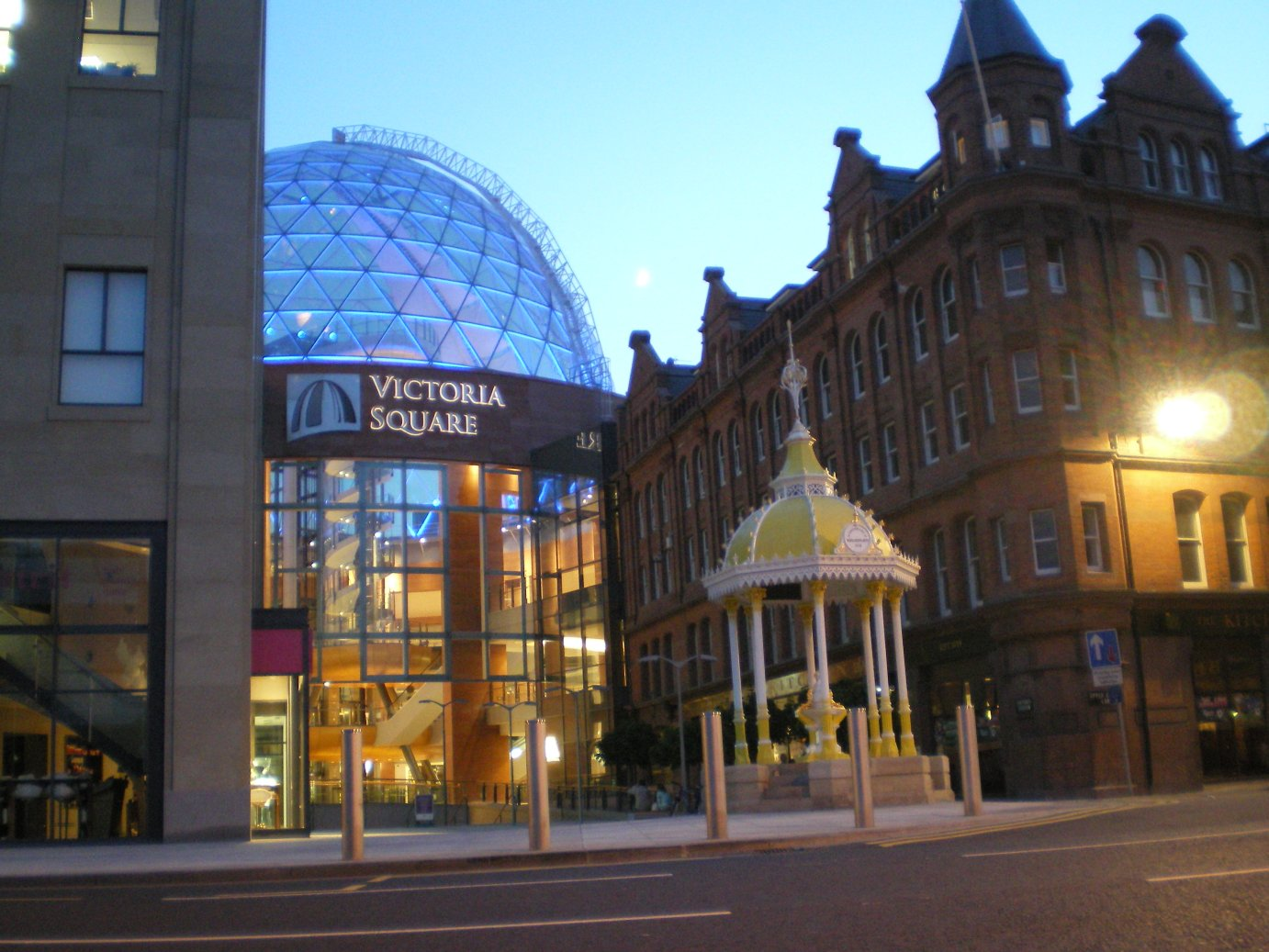
Victoria Square.

Victoria Square, Belfast es una urbanización comercial, residencial y de ocio en Belfast, Irlanda del Norte, urbanizada y construida por Multi Development UK durante 6 años. El centro comercial cuenta con 75.000 m² y ha costado £400m (€507m, $800m), lo que la hace la más grande y una de las urbanizaciones más caras jamás construidas en Irlanda del Norte. El edificio se inauguró el 6 de marzo de 2008. Su inquilino principal es el más grande House of Fraser (un gran almacén británico) del Reino Unido (~5.500 m²).

## Hechos clave
- Se reacondicionó el barrio del sur del centro de Belfast.
- Tiene aproximadamente 75.000 m² de tiendas de más de cuatro plantas.
- La oferta de compras de Belfast se ha incrementado por casi un tercio.
- Hay 98 tiendas, incluyendo un cine, restaurantes, bares y cafés.
- Hay vistas panorámicas de toda la ciudad de Belfast desde un área en la cúpula.